# Гуржибеков, Георгий Николаевич

Мемориальная доска Георгию Николаевичу Гуржибекову на доме № 77 по улице Коцоева, Владикавказ

Георгий Николаевич Гуржибеков, иной вариант имени — Заурбек (2 марта 1910 года, станица Новоосетинская, Терская область, Российская империя — 1967 год, Орджоникидзе, Северо-Осетинская АССР) — осетинский композитор-песенник. Руководитель Северо-Осетинского государственного ансамбля песни и танца (1951—1965). Заслуженный деятель искусств РСФСР (1963) и Северо-Осетинской АССР.

## Биография
Родился в 1910 году в семье офицера Терского казачьего войска в станице Новоостинской Терской области. В 1932 году окончил Азербайджанскую консерваторию. Трудился альтистом в симфоническом оркестре Бакинской государственной филармонии. С июня 1941 года участвовал в Великой Отечественной войне. Воевал в составе 513-го зенитного артиллерийского полка ПВО. Демобилизовался в звании ефрейтора.
После демобилизации возвратился в Азербайджанскую ССР. В 1949 году вместе с семьёй переехал в Орджоникидзе. С 1950 по 1965 года — руководитель Северо-Осетинского государственного ансамбля песни и танца (в настоящее время — ансамбль «Алан»). Написал песни «К любимой», «Баллада о Коста», «Дружба», «Горянка», «Девичья лирическая», «Ты у меня одна», «Песнь о родном крае», «Песнь о матери», «То ли Мадинка, то ли Заринка», «Осетинский вальс», «Песня о шахтёрах)», «Песня о городе Орджоникидзе», «Песня о Тереке». Некоторые песни написаны на стихи его дочери Ирины Гуржибековой.
В 1956 году вышли его пластинки «Колхозон фийауы зараг» (Песня колхозного пастуха) на слова С. Хачирова, в 1959 году — «Ма уарзоима» на слова Ч. Айлярова, в 1960 году — «Песня о шахтёрах» на слова Р. Чочиева.
С 1963 года жил в квартире № 36 дома № 77 на улице Коцоева (в настоящее время здание является объектом культурного наследия) в Дзауджикау. Скончался в 1967 году в Дзауджикау.
Память
- В марте 2010 во Владикавказе на доме № 77 по улице Коцоева, где жил Георгий Гурджибеков, была открыта мемориальная доска (автор — скульптор Михаил Дзбоев)[1].

Сочинения
- Горы родные : сборник песен : для пения (соло, дуэт, хор) с сопровожд. ф.-п. / Предисл. Л. Левитской. — Орджоникидзе : Ир, 1974. — 103 с. : портр.

Награды
- Орден Трудового Красного Знамени
- Медаль «За оборону Кавказа»
- Медаль «За победу над Германией в Великой Отечественной войне 1941—1945 гг.»
- Заслуженный деятель искусств РСФСР — Указ Президиума Верховного Совета РСФСР от 26 декабря 1963.
- Заслуженный деятель искусств Северо-Осетинской АССР.